# Cumbres de Monterrey Nemzeti Park

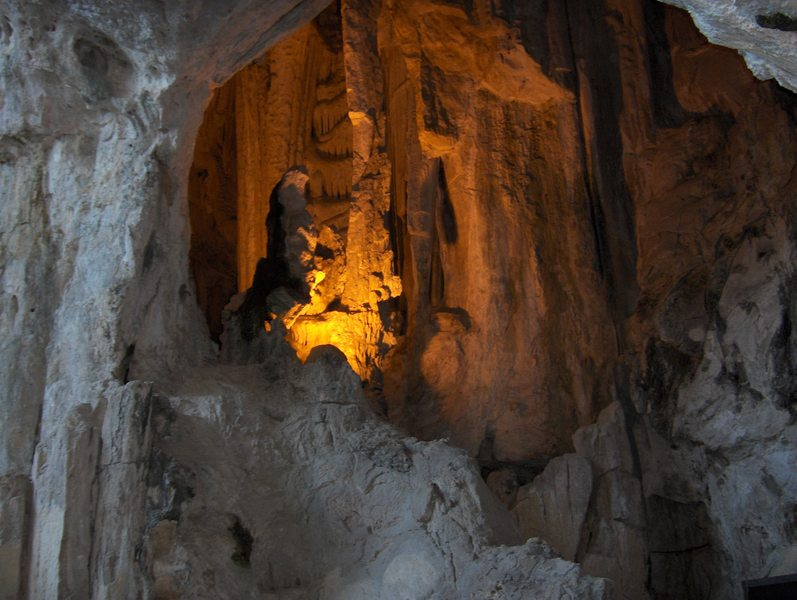
A Grutas de García barlangok

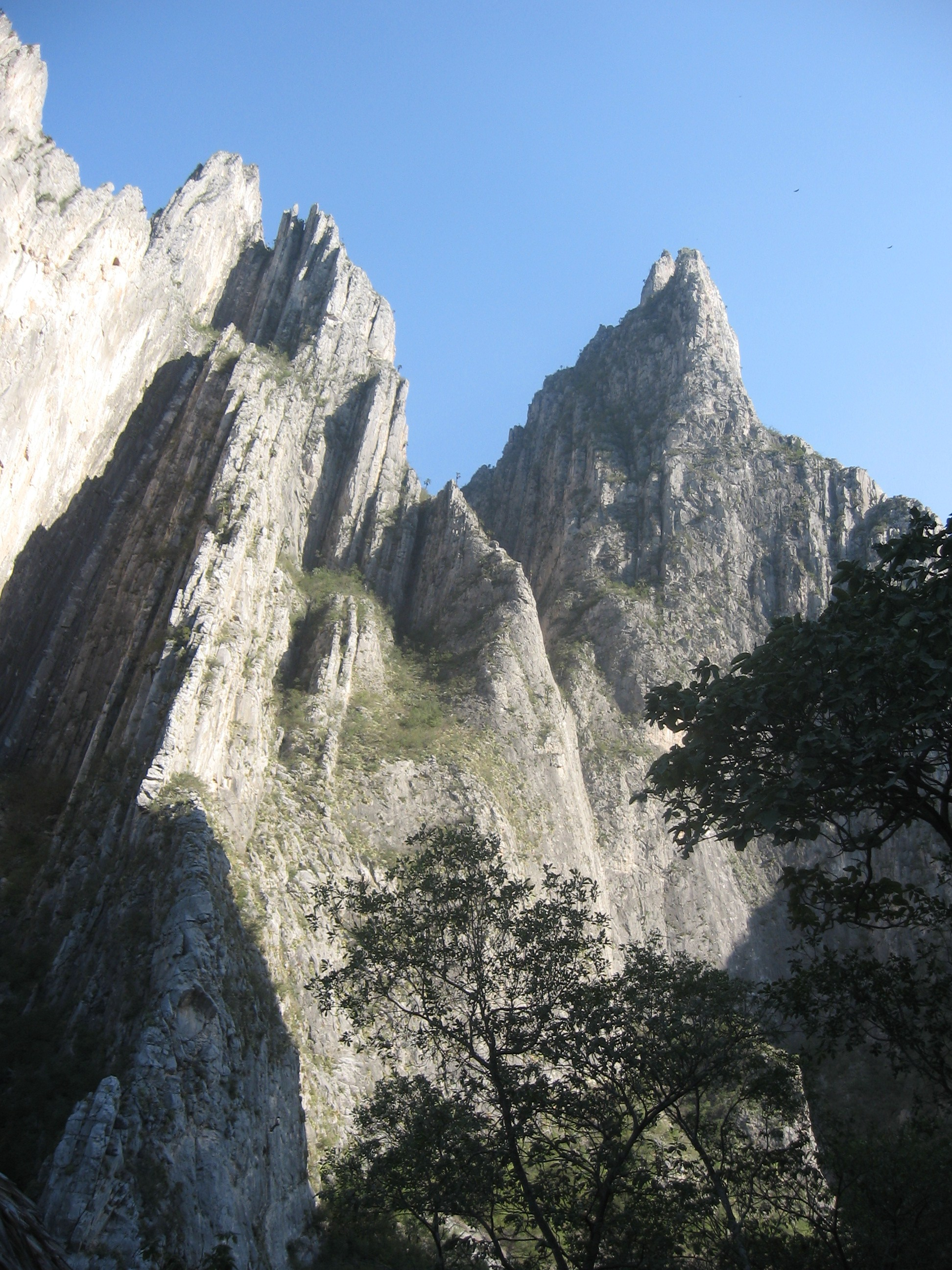
A Huasteca-hegyek

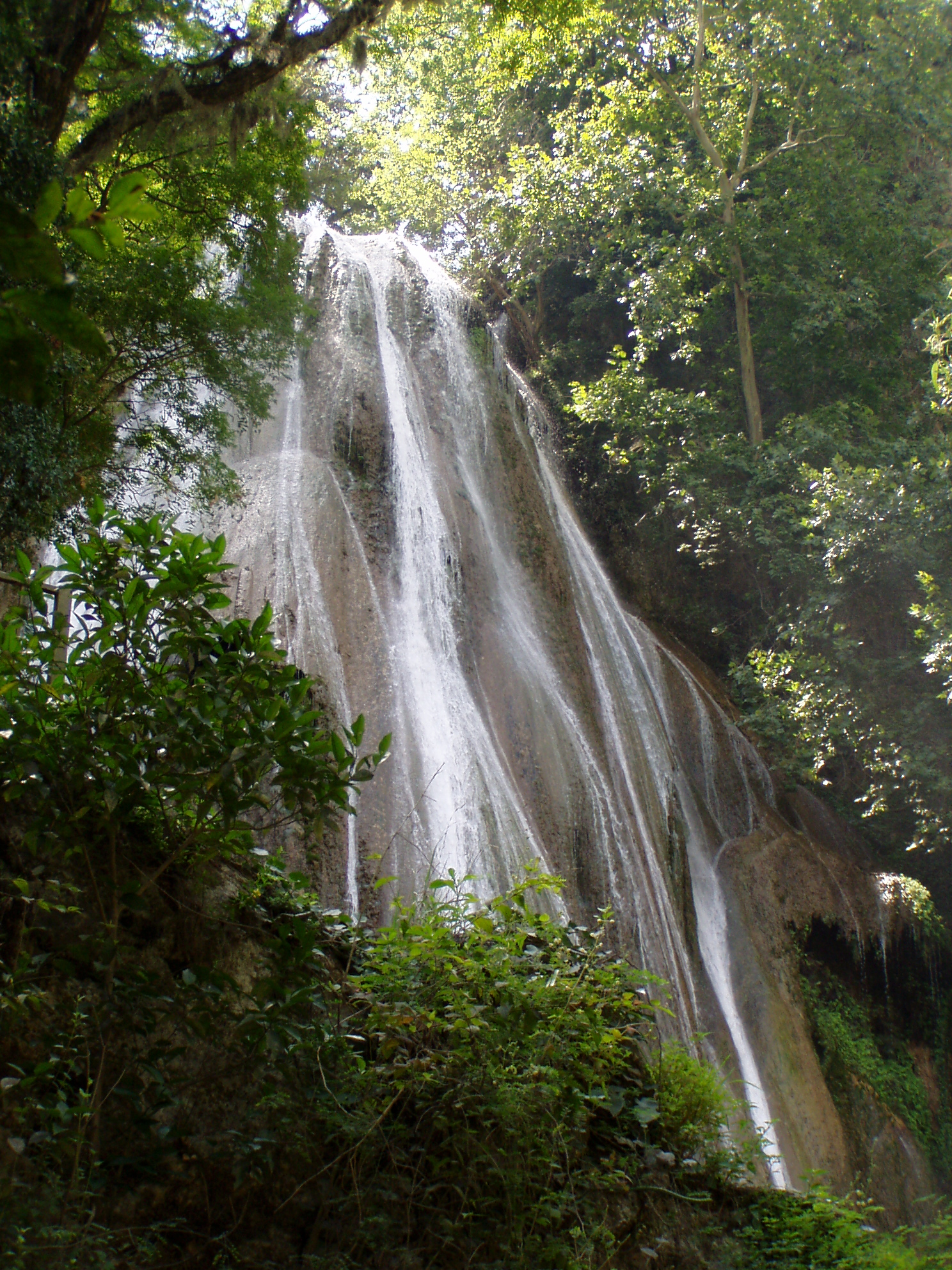
A Lófarok-vízesés

A Cumbres de Monterrey Nemzeti Park (spanyolul Parque Nacional Cumbres de Monterrey, jelentése: Monterreyi Csúcsok Nemzeti Park) Mexikó egyik nemzeti parkja, a Keleti-Sierra Madre hegységben. Területén az egészen 2260 m magasra felnyúló hegyek mellett változatos karsztképződményeket, szakadékokat és vízeséseket találhatunk. A park területe Új-León állam 8 községére: Allende, García, Montemorelos, Monterrey, Rayones, San Pedro Garza García, Santa Catarina és Santiago községekre terjed ki. Természetvédelmi jelentősége mellett gazdasági szempontól sem elhanyagolható ez a terület, ugyanis innen származik a monterreyi agglomerációban felhasznált víz 70%-a. A park területén mintegy 1550-en élnek, többnyire mezőgazdasággal, kisebb részben szolgáltatásokkal és iparral foglalkoznak.

## Története
A területen a spanyol hódítás előtt is éltek őslakók: ezt több sziklafestmény és kőbe rótt alkotás bizonyítja. Az itt élő csicsimékek és egyéb törzsek összefogtak egymással a spanyolok ellen, de hiába: a 16. század során ezt a vidéket is leigázták az európaiak. Az első település a század végén létrejövő Monterrey volt.
Magát a nemzeti parkot először 1939. november 24-én hozták létre, ekkor területe a mainál jóval nagyobb volt, határait azonban egy 2000. november 17-én kelt rendelettel módosították, így érte el mai területét.

## Látnivalók, turizmus
A park legismertebb része a Monterrey város egyik jelképének is számító Cerro de la Silla hegycsoport, de sokan látogatják még a Cañón de la Huasteca kanyon 300 méter magas sziklaképződményeit, a Lófarok- és Chipitín-vízeséseket (ez utóbbi a Matacanes-kanyonban található), valamint az itt található cseppkőbarlangokat is, melyek közül kiemelkedik a Grutas de García (García község területén). Emellett különleges még a Pozo del Gavilán, ami a Mexikó északi részén igen ritka cenoték egyike, és a föld alatt összeköttetésben áll a Labradores-tóval is. Számos hegyet keresnek fel a sziklamászók és kötélugrók is.
A nemzeti parkon belül terül el az 1625 hektáros Chipinque ökopark is, ahol 800 és 2200 méter közötti hegyek találhatóak. Gyalogos és kerékpáros túraútvonalakkal, kilátó- és madármegfigyelő-helyekkel, egy interaktív múzeummal és snack-bárral várja a látogatókat.

## Éghajlat
A parkban több mérőállomás gyűjti a meteorológiai adatokat, a különböző helyeken nagyon változatos értékek figyelhetők meg. A García községbeli Rinconada állomáson például az éves mért csapadékmennyiség 217 mm, míg a Santiago községben található El Cercado 1021 mm-t mér. A hőmérséklet átlagos értéke általában 20-21 °C között ingadozik, de a Santiago-beli Laguna de Sánchezben mindössze 14,2 °C.

## Élővilág
A nemzeti parkban összesen 1368 fajt figyeltek meg, melyből 73 ritka, fenyegetett, esetenként a kipusztulás szélén áll.
A hegyeket leginkább tűlevelű erdők borítják, ennek legjellemzőbb fajai a mexikói diófenyő, az arizonai fenyő, a durangói erdeifenyő és a közönséges álselyemfenyő. Emellett előfordul még a Yucca carnerosana nevű pálmaliliom, az Arbutus xalapensis (szamócafa), az arizona ciprus, többféle boróka (Juniperus monosperma és Juniperus flaccida) és tölgyfajok is.
Az állatvilág jellegzetes képviselői a barnafejű ararapapagáj, a jaguarundi, a feketemedve, gyakoribb a prérifarkas, a puma, a borz, a mosómedve, a fehérfarkú szarvas, a tlacuache, az övesállatok, a vaddisznó, a szürke róka, különböző nyulak, mókusok, a gyűjtő küllő, a karolinai réce, a kardinálispinty, a prérisólyom, a vándorsólyom és az aranycsíz.

## Fenyegetettség
Első számú problémaként a nemzeti parkban a közeli agglomeráció terjeszkedése jelentkezik, a növénytakaró csökkenésével a talaj vízmegtartó-képessége is silányabbá válik. Gyakori gondot okoznak még az erdőtüzek, a rendetlen turisták, az illegálisan lerakott hulladék és a különféle növénybetegségek terjedése.